# Автосканер
Автосканер — прибор для компьютерной диагностики основных систем современного автомобиля.

## Принцип действия
Автосканер представляет собой стационарный или переносной компьютер, подключаемый кабелем к диагностическому разъёму автомобиля. Интерфейс подключения в подавляющем большинстве случаев — последовательный, RS-232. Автосканер подключается к шине обмена данными (CAN, Controller Area Network) между блоками автомобиля, что позволяет получать исчерпывающую информацию о его состоянии, измерять характеристики, считывать показания с датчиков. Для этого сканер оснащается специальной программой, как правило, содержащей в себе обширные базы данных параметров по автомобилям. Характерной особенностью диагностики при помощи компьютерного автосканера является то, что она позволяет оценивать состояние узлов комплексно, то есть, с учётом взаимного влияния неисправностей друг на друга, что невозможно при традиционной ручной по одному, исследуемому в данный момент, параметру.

## Ограничения в применении
Несмотря на то, что автосканер способен в некоторых случаях, оценивать состояние узлов, не оснащенных непосредственно, датчиками, по косвенным параметрам, автосканер не способен, например, обнаружить появившуюся трещину в рычаге подвески или брак заводского литья головки цилиндров.
В качестве такого косвенного анализа, можно привести пример определения падения компрессии в одном из цилиндров многоцилиндрового ДВС, по снижению потребляемого электрического тока стартером в момент проворота поршня в этом цилиндре в верхнюю мёртвую точку, определяемого одновременным анализом показаний датчика положения коленвала и падения напряжения на шунте амперметра. Однако, поскольку компрессия меряется не непосредственно, причиной подобного снижения изредка может быть и что-то иное.

## Основные замеряемые и контролируемые параметры
Наиболее полный, но не исчерпывающий, список контролируемых параметров топовых моделей автосканеров, включает в себя:
Параметры узлов:
- Автомобильный аккумулятор
- Антиблокировочная система тормозов;
- Аудио система;
- Газоразрядная лампа;
- Автомобильный генератор
- Гидроусилитель руля;
- Датчик угла поворота рулевого колеса;
- Двери;
- Двигатель;
- Зеркала;
- Иммобилайзер;
- Климат-контроль;
- Колеса;
- Кондиционер;
- Круиз-контроль;
- Кузов;
- GPS -навигация;
- Парктроник;
- Пневматическая подвеска;
- Подушки безопасности;
- Приборная панель;
- Привод;
- Радио;
- Стояночный тормоз;
- Салон;
- Сидения;
- Телевизор;
- Тормозная система;
- Трансмиссия;
- Тяги;
- Центральный замок.

## Проблема совместимости. DLC (data-link connector) — разъём

16-ти контактный разъём DLC, «мама».

Существует проблема совместимости при подключении автосканеров к различным моделям различных автопроизводителей. Она решается наборами переходников, достигающими нескольких десятков типоразмеров. В настоящее время существует тенденция перехода на стандартизированный 16-контактный двухрядный «американский» разъем типа EOBD.